# Liste der politischen Parteien in Malta
In Malta sind zwei Parteien im Parlament vertreten. Obwohl mehrmals auch Abgeordnete anderer Parteien ins Parlament gewählt wurden, konnten sich diese nicht etablieren.

## Im Parlament vertretene Parteien
| Partei | Partei                                 | Kurz | Ausrichtung                     | Repräsentantenhaus- mandate | Europaparlaments- mandate | Europapartei | EP-Fraktion | Gründungsjahr |
| ------ | -------------------------------------- | ---- | ------------------------------- | --------------------------- | ------------------------- | ------------ | ----------- | ------------- |
|        | Partit Laburista Malta Labour Party    | PL   | Sozialdemokratie                | 38                          | 3                         | SPE          | S&D         | 1921          |
|        | Partit Nazzjonalista Nationalist Party | PN   | Christdemokratie Konservatismus | 29                          | 3                         | EVP          | EVP         | 1880          |

## Nicht im Parlament vertretene Parteien
Teilnahme an der Parlamentswahl in Malta 2022
| Partei | Partei                         | Kurz | Ausrichtung                                                                              | Europapartei | Gründungsjahr |
| ------ | ------------------------------ | ---- | ---------------------------------------------------------------------------------------- | ------------ | ------------- |
|        | ABBA                           | ABBA | Gesellschaftspolitischer Konservatismus Christliche Rechte Christlicher Fundamentalismus |              | 2021          |
|        | ADPD                           | ADPD | Grüne Politik Progressivismus                                                            | EGP          | 2020          |
|        | Partit Popolari People's Party | PP   | Gesellschaftspolitischer Konservatismus Rechtspopulismus EU-Skepsis                      |              | 2020          |
|        | Volt Malta                     | Volt | Europäischer Föderalismus Progressivismus                                                | Volt         | 2021          |

Teilnahme an der Parlamentswahl in Malta 2017
| Partei | Partei                                               | Kurz | Ausrichtung                                                         | Europapartei    | Gründungsjahr |
| ------ | ---------------------------------------------------- | ---- | ------------------------------------------------------------------- | --------------- | ------------- |
|        | Alleanza Bidla Alliance for Change                   | AB   | Gesellschaftspolitischer Konservatismus Christdemokratie EU-Skepsis | (bis 2020 ECPM) | 2013          |
|        | Moviment Patrijotti Maltin Maltese Patriots Movement | MPM  | Nationalismus                                                       |                 | 2016          |

Andere
| Partei | Partei                                          | Kurz | Ausrichtung                                                        | Europapartei | Gründungsjahr          |
| ------ | ----------------------------------------------- | ---- | ------------------------------------------------------------------ | ------------ | ---------------------- |
|        | Brain Not Ego                                   | BNE  |                                                                    |              | 2019                   |
|        | Floriana l-Ewwel Floriana First                 |      |                                                                    |              | 2019                   |
|        | Għarb l-Ewwel Għarb First                       |      |                                                                    |              | 2019                   |
|        | Imperium Europa Imperu Ewropew European Empire  | IE   | Libertarismus Wirtschaftsliberalismus Neonazismus                  |              | 2000, 2019 registriert |
|        | Partit Komunista Malti Communist Party of Malta | PKM  | Kommunismus Marxismus-Leninismus Proletarischer Internationalismus | INITIATIVE   | 1969                   |
|        | Residenti Beltin Beltin residents               |      | Unabhängig – Die Stimme der Einwohner von Valletta                 |              | 2021                   |

## Historische Parteien
- Alleanza Liberal-Demokratika Malta (Alliance of Liberal Democrats Malta)
- Alleanza Nazzjonali Repubblikana (National Republican Alliance)
- Alpha Partit Demokratiku Liberali (APDL; Alpha Liberal Democratic Party)
- Alternattiva Demokratika (AD; Democratic Alternative) fusionierte zur ADPD
- Azzjoni Nazzjonali  (National Action)
- Democratic Action Party
- Forza Nazzjonali (FN), Parteienbündnis von PN und PD zur Wahl 2017, wurde im Dezember 2017 offiziell aufgelöst.
- Integrity Party
- Jones Party
- Libertas Malta (europaskeptisch)
- Partito Anti-Reformista (Anti-Reform Party)
- Partit Demokratiku (PD; Democratic Party) fusionierte zur ADPD
- Partito Democratico Nazionalista (1921–26) (Democratic Nationalist Party)
- Partito Democratico Nazionalista (1959–66) (Democratic Nationalist Party)
- Partit Għawdxi (Gozo Party)
- Partit Kostituzzjonali (Constitutional Party)
- Partit tal-Ħaddiema (Malta Workers Party)
- Partit tal-Ħaddiema Nsara (Christian Workers Party)
- Progressive Constitutionalist Party
- Unione Politica Maltese (Maltese Political Union)